# کارل برونر (ورزشکار)
کارل برونر (انگلیسی: Karl Brunner؛ زادهٔ ۱۹ مهٔ ۱۹۵۱) از برندگان مدال‌های بازی‌های المپیک زمستانی لژسوار اهل ایتالیا است.